# Mokrá (okres Užhorod)
Mokrá, nebo také Mokré, ukrajinsky Мокра, maďarsky Mokra, je vesnice v Turie-Remetské územní komunitě (hromadě), v okrese Užhorod, v Zakarpatské oblasti na Ukrajině. V roce 2001 zde žilo 353 obyvatel.

## Historie
Do uzavření Trianonské smlouvy byla ves součástí Uherska, poté byla, pod názvem Mokrá, součástí Československa. V roce 1921 zde stálo 73 domů a žilo zde 401 obyvatel rusínské národnosti. Od roku 1945 byla součástí Ukrajinské sovětské socialistické republiky, která byla součástí SSSR. Od roku 1991 je součástí nezávislé Ukrajiny.